# Шатники
 Шатники  — деревня в Кирово-Чепецком районе Кировской области в составе Пасеговского сельского поселения.

## География
Расположена на расстоянии менее 1 км на северо-восток от центра поселения села Пасегово.

## История
Известна с 1671 года как починок Ивановской Булатов с 1 двором, в 1764 году 44 жителя, в 1802 году 7 дворов. В 1873 году в деревне (Ивановская или Булатовская, Астраханцовы, Шошники) дворов 9 и жителей 61, в 1905 (деревня Ивановская-Булатовская или Щетники) 11 и 72, в 1926 (Шетники или Ивановская-Булатовская) 16 и 81, в 1950 11 и 45, в 1989 уже нет постоянных жителей. Настоящее название утвердилось с 1978 года.

## Население
Постоянное население составляло 1 человек (русские 100%) в 2002 году, 0 в 2010.